# Царёв, Андрей Анатольевич
Андрей Анатольевич Царёв (30 августа 1975, Нижний Новгород) — российский хоккеист, вратарь. Мастер спорта России. Тренер.

## Биография
Воспитанник нижегородского «Торпедо». В чемпионате России выступал за ЦСКА (1994/95 — 1998/99), «Ак Барс» Казань (1999/2000 — 2004/2005), «Нефтехимик» Нижнекамск (2005/06). В сезоне 2005/06 вернулся в «Торпедо», с которым в следующем сезоне вышел в Суперлигу. Сезон 2008/09 провёл в ХК «Дмитров». Карьеру завершил в следующем сезоне в клубах белорусской Экстралиги «Керамин» Минск и «Неман» Гродно.
Двукратный серебряный призёр чемпионата России (2000, 2002).
Участник чемпионатов мира 1999 и 2003.
В сезоне 2012/13 тренер вратарей ХК «Саров». В 2013—2018 годах — тренер вратарей ХК «Торпедо». 2018—2019 тренер вратарей ХК «Ак Барс» Казань. В 2019 году был тренером в ХК «Трактор» Челябинск. В 2020—2021 году был тренером вратарей в ХК «Чайка» (Нижний Новгород, МХЛ).
В сезонах 2021/22 — 2022/23 тренер вратарей ХК «Лада». С 23 мая 2023 — тренер вратарей в «Адмирале».

## Личная жизнь
Жена — Царева Лариса Александровна (до замужества Смирнова) (род. 23 марта 1975). Поженились в 1994 году.
Дочери-близнецы Анна и Юлия (род. 14 мая 1998).